# Carebara armata
Carebara armata (лит.) — вид мелких муравьёв рода Carebara из подсемейства Myrmicinae (Formicidae). Эндемик Новой Гвинеи. Один из мельчайших в мире видов муравьёв.

## Распространение
Океания: север острова Новая Гвинея (Maffin Bay).

## Описание
Мелкие муравьи желтоватого цвета. Длина тела рабочих составляет около 1 мм. Усики 9-члениковые с булавой из 2 сегментов. Длина головы больше ширины с округлыми краями. Мандибулы треугольные с одним апикальным острым и 4-5 притуплёнными зубцами на жевательном крае. Клипеус поперечный, узкий. Глаза мелкие, расположены впереди средней линии на боковой поверхности головы. Проподеум с двумя короткими выступающими зубчиками. Ноги короткие. Стебелёк между грудкой и брюшком состоит из двух члеников: петиолюса (с длинным передним стебельком) и постпетиолюса (последний четко отделен от брюшка), жало развито, куколки голые (без кокона).

## Систематика
Вид имеет сложную таксономическую историю. Впервые вид был описан в 1948 году британским мирмекологом Горацием Донисторпом (Horace Donisthorpe, 1870—1951) по материалам из Новой Гвинеи (4 рабочих муравья найдены в 1944 году на Maffin Bay, Dutch New Guinea) под первоначальным названием Aneleus armatus Donisthorpe, 1948. В 1966 году в ходе ревизии муравьёв близких к родам Solenopsis и Pheidologeton валидный статус C. armata был подтверждён и он включён в состав рода Oligomyrmex (Ettershank, 1966). Однако, в 2004 году после таксономических синонимизаций таксонов родовой группы вид C. armata был переведён в состав рода Carebara (Fernández, 2004).

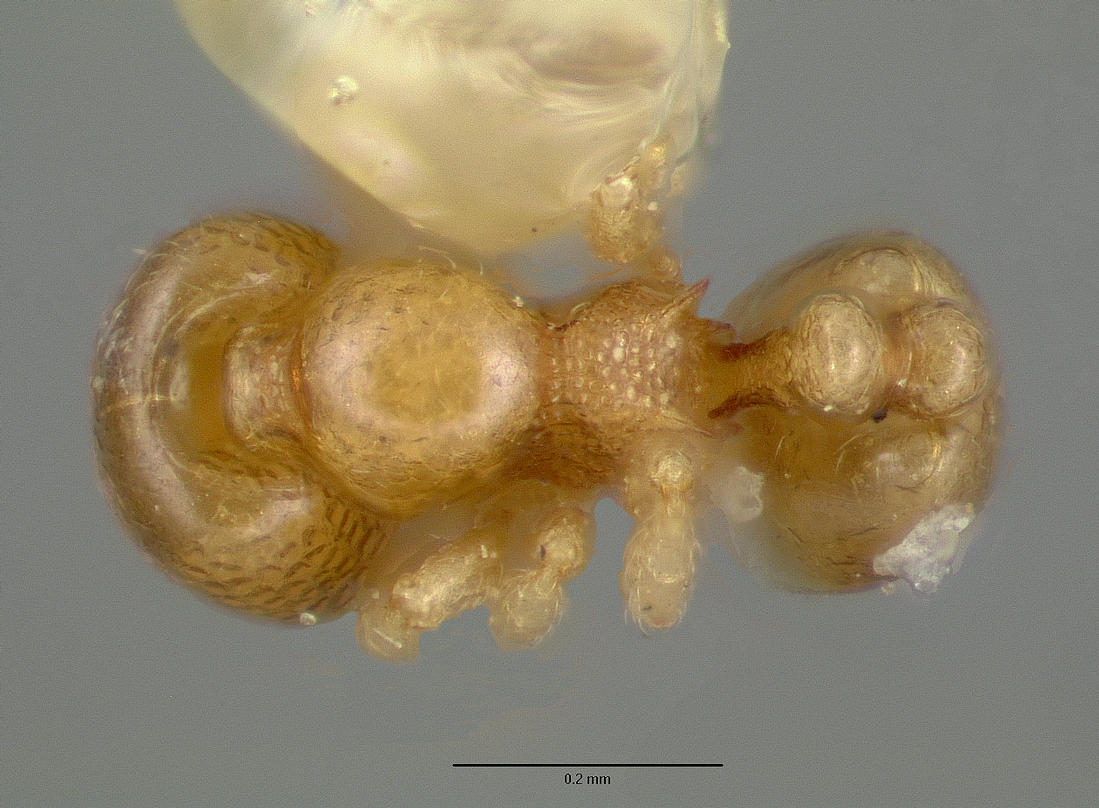
Вид сверху
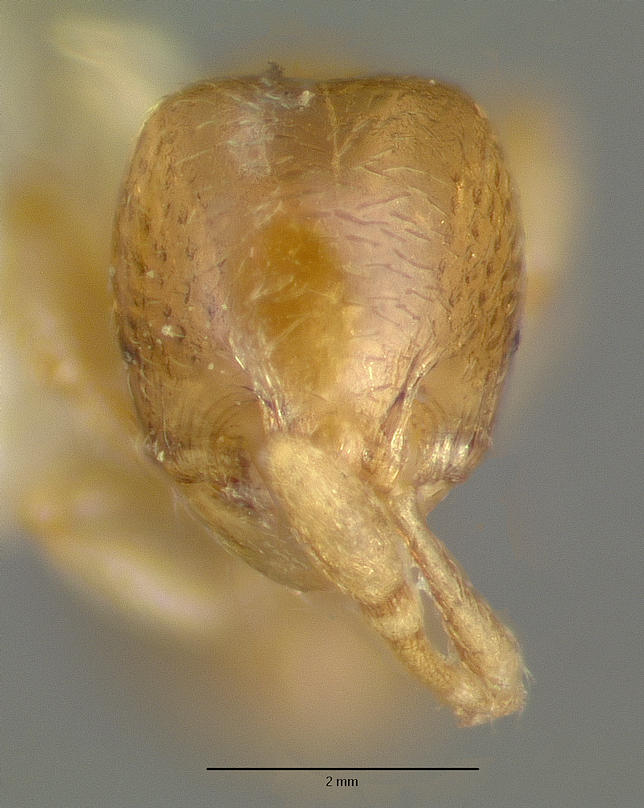
Голова спереди